# Бабин До (Неум)
Бабин До је насељено мјесто у Босни и Херцеговини, у општини Неум, које административно припада Федерацији Босне и Херцеговине. Према попису становништва из 2013, у насељу је живјело 66 становника.

## Становништво
| Демографија | Демографија | Демографија |
| Година      | Становника  | Становника  |
| ----------- | ----------- | ----------- |
| 1971.       | 74          |             |
| 1981.       | 77          |             |
| 1991.       | 77          |             |
| 2013.       | 66          |             |